# Agnar Meurling
Agnar Bernhard Meurling, (Mörling enligt SDB, ursprungligen Agnar Pettersson), född 26 maj 1879 i Mörbylånga församling, Öland, Kalmar län, död 19 juni 1944 i Storkyrkoförsamlingen, Stockholm, var en svensk källarmästare och restaurangman. Han ledde under 40 år Restaurang Rosenbad i Stockholm.

## Biografi
Agnar Meurlings föräldrar var Sven Pettersson och Brita Helena Andersdotter som drev ett gästgiveri i Mörbylånga. Som femtonåring blev han kökspojke på Rosengrens källare under källarmästaren Theodolf Lagerström. Därefter praktiserade han tre år i England, Tyskland och Frankrike för att återvända till utlandet efter en kort vistelse i Sverige. Nu arbetade han i välkända restauranger och hotell, bland dem Elysée Palace Hotel i Paris, där han fick sin högskoleutbildning. Nästa station i Meurlings karriär var Berlin där han år 1900 engagerades av lyxhotellet Adlon. Efter hemkomsten till Stockholm började han kalla sig ”Meurling”, efter sin hemort Mörbylånga.
Hans första anställning som hovmästare var på Hotell Rydberg. 1903 fick han erbjudandet att leda Hotell Rydberg, men samtidigt hörde det nybildade Aktiebolaget Rosenbad av sig som planerade att öppna Restaurang Rosenbad i Rosenbads byggnad vid Strömgatan på Norrmalm. Meurling bestämde sig för Rosenbad och blev en av delägarna i bolaget samt dess verkställande direktör. Han var då 24 år gammal. 
Under Meurling blev Rosenbad snabbt en populär mötesplats för politiker, konstnärer och författare samt tidningsfolk från de närbelägna Klarakvarteren. Verksamheten växte ständigt. Mellan 1904 och 1907 utökades personalen från 36 anställda till 202 och i sina glansdagar omfattade restaurangen 1 665 m².
Meurling var en framgångsrik affärsman och utöver Rosenbad drev han även Restaurangen Blå porten, Mosebacke terrass och Rosengrens källare där han en gång i tiden börjat som kökspojke. I Åre öppnade han med Fjällgården och Åregården flera turistanläggningar. Efter en operation på våren 1944 avled han helt oväntat den 19 juni samma år. Vid sin död var Meurling en förmögen man med fastighetet i Trosa och en gård i Vagnhärad. Han är begravd på Trosa stads kyrkogård.